# 赫利 (密蘇里州)
赫利（英語：Hurley）是位於美國密蘇里州斯通縣的城市。

## 人口
根據2020年美國人口普查的數據，赫利的面積為1.11平方千米，皆為陸地。當地共有人口176人，而人口密度為每平方千米159人。